# Astragalus dieterlei
Astragalus dieterlei är en ärtväxtart som beskrevs av Dieter Podlech. Astragalus dieterlei ingår i släktet vedlar, och familjen ärtväxter. Inga underarter finns listade i Catalogue of Life.